# Yulhyeontunnel

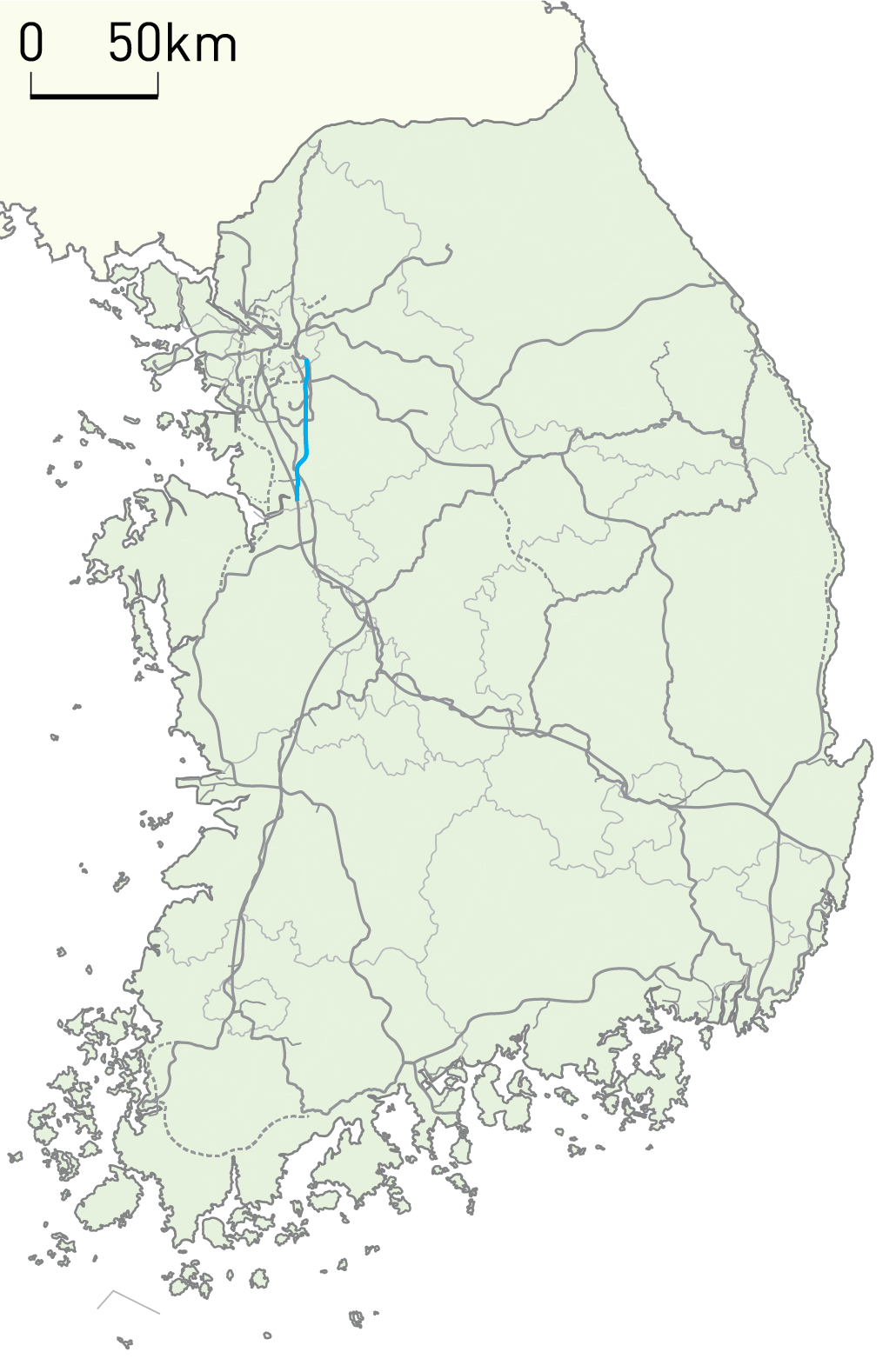
Traject van de 61,1 kilometer lange hogesnelheidslijn Suseo-Pyeongtaek

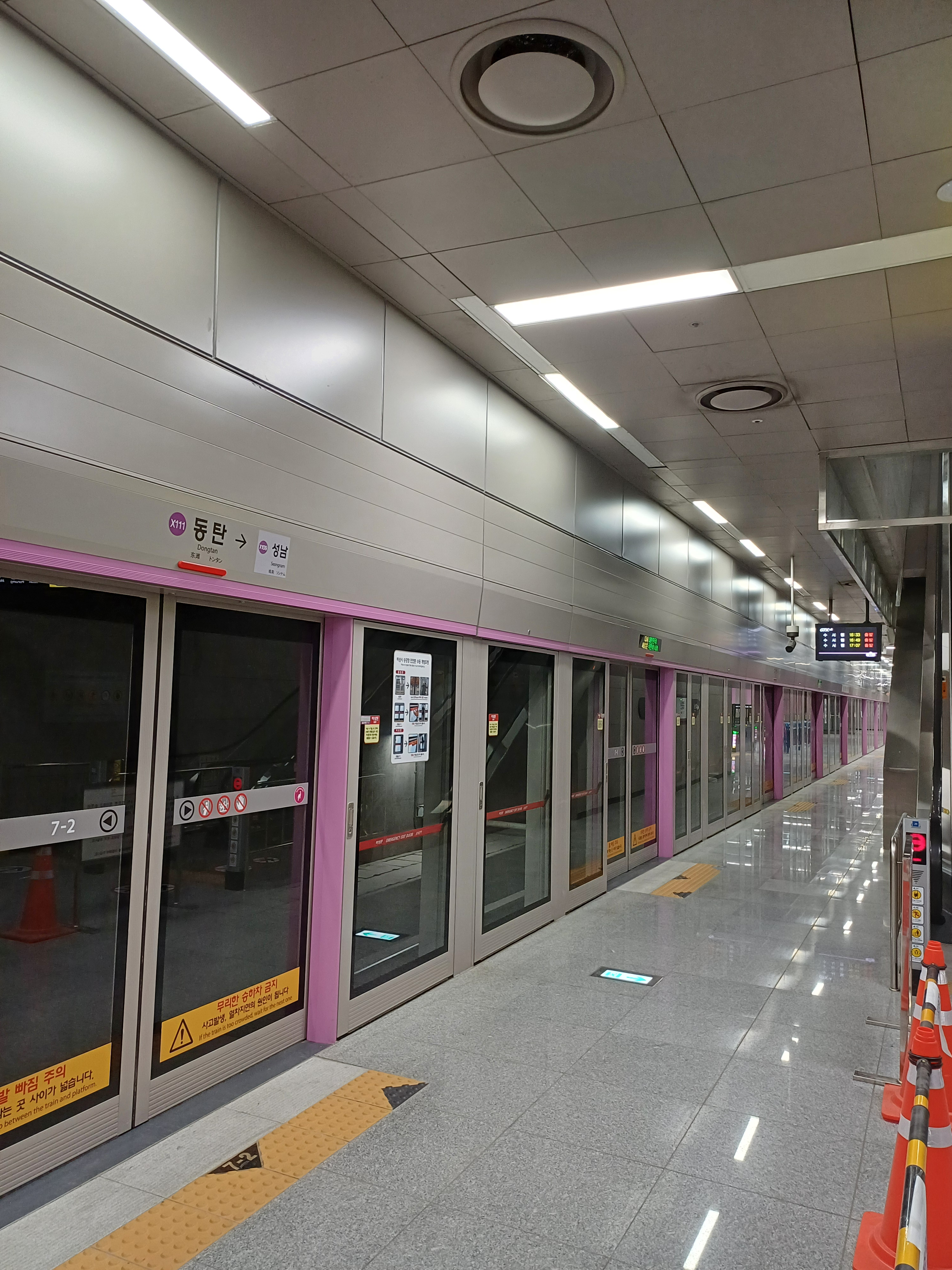
Perron van Dongtan Station, in de tunnel bij Hwaseong

De Yulhyeontunnel (Hangul	율현 터널; Hanja	栗峴 터널) is een spoortunnel in Zuid-Korea, die in december 2016 werd geopend. De tunnel was bij de opening met een lengte van 50,3 kilometer de op drie na langste spoorwegtunnel ter wereld.  
De tunnel, die bestaat uit een dubbelsporige buis, maakt deel uit van de 61,1 kilometer lange hogesnelheidslijn Suseo-Pyeongtaek die het station van Suseo, een wijk van Gangnam-gu in het zuidoostelijke deel van Seoel, verbindt met de hogesnelheidslijn Gyeongbu, de verbinding tussen Seoel en Busan. De aansluiting op de oudere hogesnelheidshoofdlijn ligt in het zuiden van de stad Pyeongtaek. De tunnel zelf neemt ongeveer 82% van de totale nieuwe lijn in beslag. 
De tunnel had een kostprijs van 1,3 miljard Zuid-Koreaanse won. De Yulhyeontunnel is geboord tussen januari 2012 en juni 2015 door Samsung C&T Corporation met behulp van de New Austrian Tunnelling Method (NATM) en is ontworpen voor een maximumsnelheid van 300 km/u. De gemiddelde kruissnelheid is ongeveer 240 km/u vanwege de tussenstop bij het in de tunnel gebouwde Dongtan Station, in de stad Hwaseong, in het zuidelijke deel van de tunnel.

## Structurele problemen
De belangrijkste delen van de Yulhyeontunnel zijn gebouwd over de seismische breuklijn genaamd Singal Fault, wat de structurele stabiliteit in het gedrang bracht. Korea Rail Network Authority voerde aan dat "de omleiding [van de lijn buiten de breukzone] onmogelijk was omdat al die overeenkomstige regio's rond de lijn binnen de zone lagen".
Op 14 april 2021 bracht een audit van het Zuid-Koreaanse College van Audit en Inspectie structurele en ontwerpfouten aan het licht die vrijwel al sinds de opening van de tunnel aanwezig waren. In de controle werd aangevoerd dat verschillende factoren, waaronder nalatig geologisch onderzoek en ongeoorloofde constructiemethoden, ervoor zorgden dat de spoorbedding vervormde. Hierdoor werd de spoorstructuur ongelijk, wat uiteindelijk resulteerde in trillingen van de treinen. Daardoor werd de hoogste operationele snelheid op bepaalde trajecten verlaagd van 240 km/u tot slechts 90 km/u. In de nasleep van deze gebreken kreeg de Korea Rail Network Authority de opdracht een uitgebreid versterkingsplan op te stellen.